# Балагула, Марат Яковлевич
Марат Яковлевич Балагула (8 сентября 1943, Чкалов — 19 декабря 2019, Нью-Йорк, Нью-Йорк) — криминальный авторитет, бывший лидер организованной преступной группировки русских американцев и соратник преступной семьи Луккезе.

## Биография

### Ранний период жизни
Марат Балагула родился в 1943 году в Оренбурге в разгар Великой Отечественной войны. Его мать, Зинаида, бежала с детьми из Одессы после начала германского вторжения в СССР. Отец Марата, Яков, проходил службу в звании лейтенанта в Рабоче-крестьянской Красной армии. В СССР Марат работал директором ресторана на круизном теплоходе «Иван Франко», побывав на нём в десятках стран и разбогатев на перепродаже купленных там вещей.

### Переезд в США
В 1977 году Марат Балагула решил перевезти свою семью в Соединённые Штаты Америки. Сначала он работал резчиком текстиля в Вашингтон-Хайтсе за 3,50 долларов США в час. Его жена Александра позже вспоминала: «Нам было трудно, без знания языка и без денег». Затем он открыл свой ресторан, потом продал его и приобрел автозаправку.

### Русская ОПГ
После убийства Евсея Агрона Марат Балагула стал самым влиятельным русским гангстером в Бруклине. По словам бывшего прокурора округа Саффолк в штате Нью-Йорк, у Марата Балагулы была и другая сторона: «Все на Брайтон-Бич говорили о Балагуле тихим голосом. Это были люди, которые знали его ещё из Старой Страны. Они действительно, искренне боялись этого парня».

### Американская мафия
После того, как криминальная семья Коломбо начала закрывать свой бензиновый бизнес, Марат Балагула попросил встречи с консильери криминальной семьи Луккезе Кристофером Фурнари в бруклинском клубе «19th Hole». По словам Энтони Кассо, который был солдатом семьи Луккезе, присутствовавшим на встрече, Фурнари принял предложение Марата Балагулы.
Впоследствии нью-йоркские «Пять семей» ввели «семейный налог» в сумме два цента за галлон на операции Марата Балагулы по продаже бензина с уклонением от уплаты акциза, что стало их крупнейшим источником дохода после незаконного оборота наркотиков. По словам журналиста Филиппа Карло, «поскольку Энтони Кассо и российский бандит Марат Балагула так удачно сработались, Кассо вскоре стал партнёром Балагулы на алмазной шахте, расположенной в Сьерра-Леоне. Они открыли бизнес-офис во Фритауне».

### Враги
Конкурент Марата Балагулы, один из русских иммигрантов по имени Владимир Резников, подъехал к офисам в Мидвудском районе Бруклина. Сидя в автомобиле, Владимир Резников открыл огонь по офисному зданию, принадлежащему Марату Балагуле, из автомата Калашникова. Один из ближайших соратников Марата Балагулы был убит, а несколько сотрудников получили ранения.
Затем, 12 июня 1986 года, Владимир Резников вошёл в ночной клуб «Распутин» на Брайтон-Бич, где приставил 9-миллиметровый пистолет Beretta к голове Марата Балагулы и потребовал 600 000 долларов США, а иначе нажмёт на спусковой крючок. Владимир Резников также потребовал процент от всех дел, в которых участвовал Марат Балагула. Вскоре после ухода Резникова из клуба у Марата Балагулы случился обширный инфаркт. Однако он настоял на том, чтобы его лечили в его собственном доме на Брайтон-Бич, так как полагал, что там Резникову будет сложнее его убить. Энтони Кассо прибыл в дом Марата Балагулы и выслушал его историю противостояния с Резниковым. Позже Энтони Кассо рассказал своему биографу Филиппу Карло, что, по его мнению, Резников тогда плюнул в лицо всей Коза ностре. Энтони Кассо посоветовал Марату Балагуле отправить сообщение Владимиру Резникову о том, что тот может забрать деньги в клубе завтра, а об остальном позаботятся люди семьи Луккезе. Марат Балагула спросил: «Ты уверен? Это зверь. Именно он использовал автомат в офисе». Энтони Кассо ответил: «Не беспокойся. Я обещаю, что мы позаботимся о нем… Хорошо?» Затем Энтони Кассо запросил фотографию Владимира Резникова и описание его автомобиля.
На следующий день Владимир Резников вернулся в ночной клуб «Распутин», чтобы забрать деньги. Поняв, что Марата Балагулы там нет, он начал ругаться и пошёл обратно на стоянку. Там Владимир Резников был застрелен членом итало-американской преступной группировки Джозефом Тестой, который работал на Роя Демео. Затем Джозеф Теста сел в автомобиль, которым управлял Энтони Сентер, и они покинули Брайтон-Бич. По словам Энтони Кассо, у Марата Балагулы после этого не было никаких проблем с другими русскими.

### Последние годы
В 1986 году Марат Балагула руководил мошенническими операциями с кредитными картами на сумму 750 000 долларов США, когда его деловой партнер Роберт Фасано стал тайно работать на секретную службу США. Будучи обвинённым в совершении преступлений по федеральному законодательству, Марат Балагула бежал в Антверпен со своей давней любовницей Натальей Шевченко. Через три года он был арестован во Франкфурте-на-Майне, Западная Германия, 27 февраля 1989 года. В декабре 1989 года он был экстрадирован в Соединённые Штаты Америки, где его приговорили к восьми годам тюремного заключения за мошенничество с кредитными картами.
В ноябре 1992 года Марат Балагула был признан виновным во время отдельного судебного процесса за уклонение от уплаты акцизов на бензин и приговорен к ещё десяти годам лишения свободы в федеральной тюрьме. При вынесении приговора судья Леонард Уэкслер заявил: «Это должно было стать раем для вас. Это оказалось адом для нас». В 2004 году Марат Балагула отбыл наказание и был освобожден из федеральной тюрьмы.
Умер от рака в 2019 году.